# День Європи
Де́нь Євро́пи — свято, що відзначається 9 травня в Україні, Європейському Союзі та інших країнах на відзначення миру та єдності на європейському континенті.
Раніше, на європейському рівні, День Європи відзначався 5 травня, але тепер ця дата залишилася лише щорічною згадкою про заснування Ради Європи. Перше святкування Дня Європи відбулося Радою Європи у 1964 році.
Пізніше Європейський Союз почав відзначати свій власний День Європи на ознаменування Декларації Шумана 1950 року, у якій вперше було запропоновано Європейську спільноту з вугілля та сталі, що призвело до того, що цей день називали як «День Шума́на» або «День об'є́днаної Євро́пи». Обидва дні відзначаються вивішуванням прапора Європи. День Європи, разом з єдиною валютою (євро), прапором і гімном, є символами Європи та ЄС з 1985 року.

## Історія свята

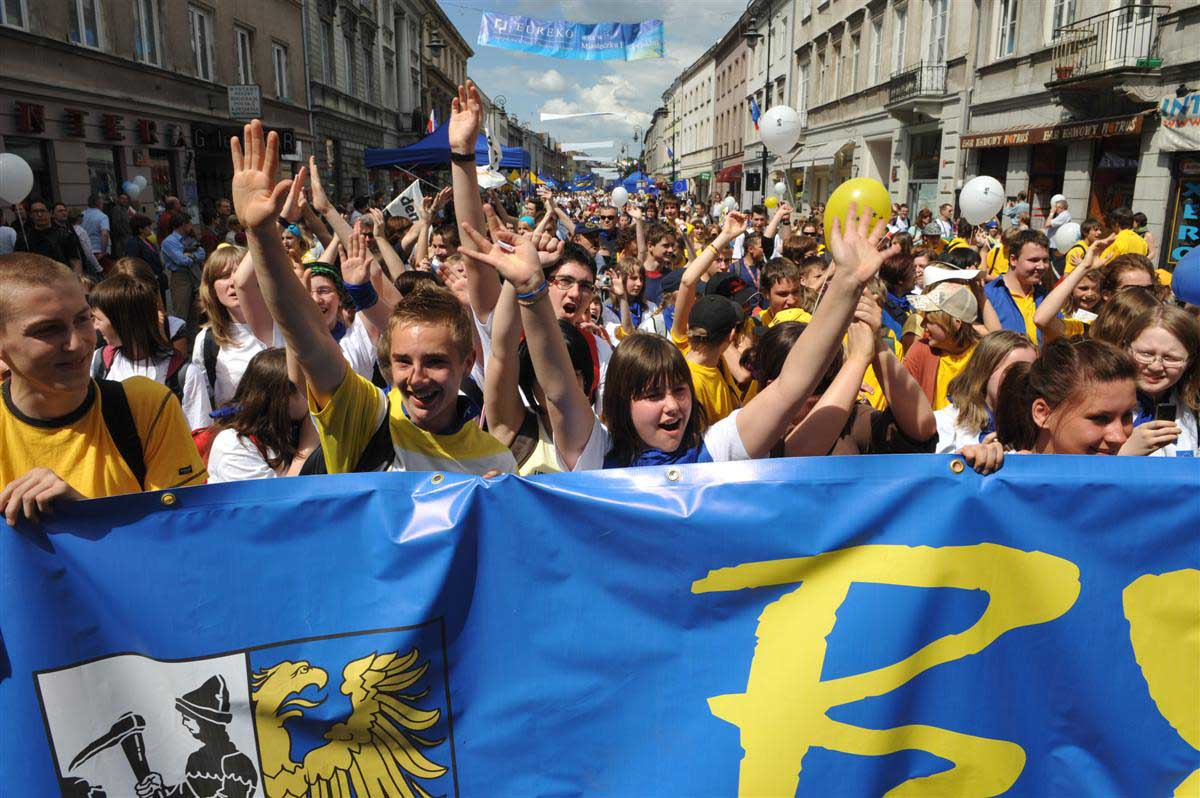
Парад Дня Європи у Варшаві. 9 травня, 2008 року.

Рада Європи була заснована 5 травня 1949 року, тому вона вибрала цей день для своїх урочистостей, коли встановила свято в 1964 році.
День Європи в сучасному Європейському Союзі був запроваджений у 1985 році Європейськими спільнотами (організацією-попередницею ЄС). Ця дата згадує Декларацію Шумана від 9 травня 1950 року, створену Робертом Шуманом, яка пропонувала об'єднати вугільну та сталеливарну промисловість Франції та Західної Німеччини. Це призвело до створення Європейської спільноти з вугілля та сталі, першого Європейського співтовариства, створеного 18 квітня 1951 року:

У 1985 році Європейська комісія започаткувала «пліт культурних ікон» у відповідь на звіт спеціальної комісії «За Народну Європу» під головуванням П’єтро Адонніно. Метою було сприяти європейській інтеграції шляхом сприяння пан'європеїзму. 29 червня 1985 року в Мілані Європейська рада затвердила «День Європи» разом із прапором Європи та іншими елементами:
«Мир у світі неможливо забезпечити без будівничих зусиль, сумірних рівню небезпеки, яка перед ним постає.  Організована і життєздатна Європа може зробити фундаментальний внесок в цивілізацію, забезпечивши мирні відносини між країнами…»
Після заснування Європейського Союзу в 1993 році дотримання Дня Європи національними та регіональними органами влади значно збільшилося. Зокрема Німеччина вийшла за рамки святкування лише одного дня, починаючи з 1995 року, розширивши дотримання цілого «Європейського тижня» (Europawoche), зосередженого на 9 травня. У Польщі Фонд Шумана, польська організація, що підтримує європейську інтеграцію, заснована в 1991 році, вперше організувала свій парад Шумана у Варшаві на День Європи 1999 року, на той час виступаючи за вступ Польщі до ЄС.
У подальші роки, зокрема після укладання Маастрихтського договору, 9 травня стало активно відзначатися як День Європи громадськістю держав-членів ЄС. Вибір ЄС дати заснування Європейської спільноти вугілля та сталі, а не дати заснування самого ЄС, створив наратив, у якому промова Шумана, стурбована стимулюванням економічного зростання та зміцненням миру між Францією та Німеччиною, представлена як передчуття «покликання» Європейського Союзу, щоб стати основною інституційною основою» для набагато подальшої європейської інтеграції наступних десятиліть.
Європейська конституція мала б юридично закріпити всі європейські символи в договорах ЄС, однак договір не було ратифіковано в 2005 році, і використання продовжуватиметься лише в нинішньому фактичному порядку. Заміна Конституції, Лісабонський договір, містить декларацію шістнадцяти членів, які підтримують символи. Європейський парламент «офіційно визнав» День Європи в жовтні 2008 року. Про дотримання 9 травня як Дня Європи повідомлялося по всій Європі станом на 2008 рік.
У 2017 та 2019 роках Європейський парламент закликав, щоб 9 травня став вихідним святковим днем в усіх державах-членах ЄС.

## Святкування та вшанування

### Неробочий день

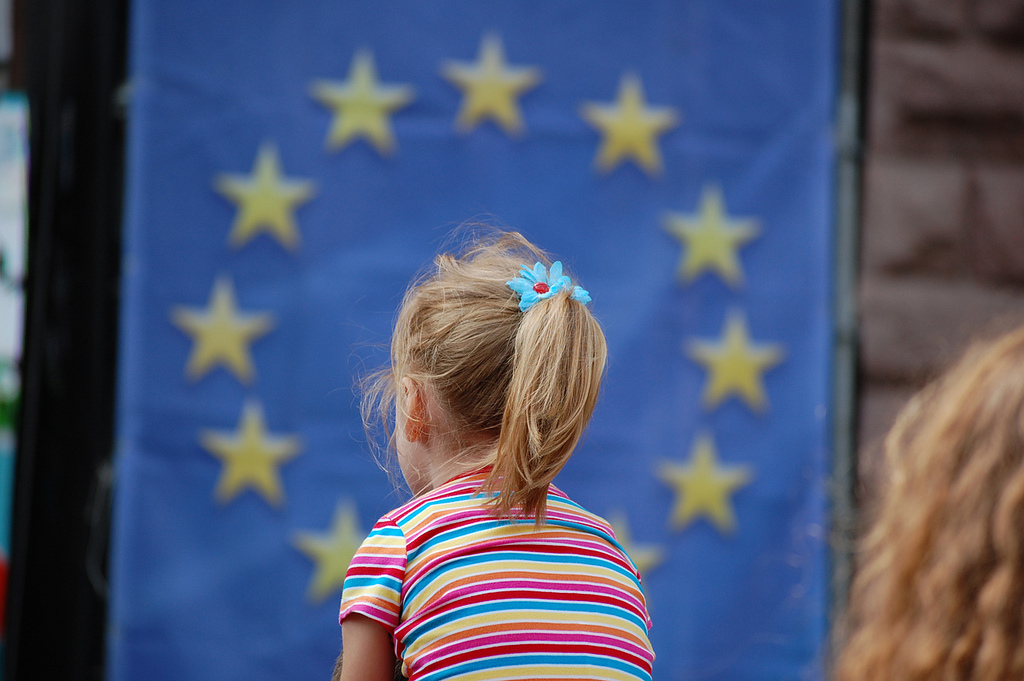
Святкування Дня Європи на Хрещатику, місто Київ. 19 травня, 2012 року.

День Європи є державним святом працівників установ Європейського Союзу. У 2019 році День Європи було оголошено вихідним у Люксембурзі, також є державним святом в Косово. У Молдові та низці балканських країн вважається неробочим, адже співпадає з Днем Перемоги. Однак, досі не має характер вихідного в переважній більшості країнах ЄС та інших країнах, як-от Грузія. Є «днем пам'яті» в Хорватії, який є юридично визнаним днем, але не є державним святом; юридично визнаним пам'ятним днем в Литві і «днем прапора» (нім. Beflaggungstag) у Німеччині федеральним указом. День Європи також відзначається в Румунії, де він збігається з Днем державної незалежності Румунії.

### Традиції святкування
У цей день проводять освітні заходи про Європейський Союз, культурні та творчі ініціативи, виступають на підтримку європейської інтеграції, відбувається вручення відзнак чи премій. Прапор грає важливу роль в загальних урочистостях в якості ще одного символу.

### Європейські інституції
День Європи — вихідний для співробітників установ Європейського Союзу.
Інститути ЄС щороку відкривають свої двері для громадськости в Брюсселі та Страсбурзі, дозволяючи громадянам відвідувати місця, де приймаються рішення, що впливають на їхнє повсякденне життя. Більше того, багато з них організовують пам'ятні заходи, щоб вшанувати історичне значення дати.
Інститути, які вирішили зробити цей символічний жест:
- Європейський парламент
- Рада Європейського Союзу
- Європейська комісія
- Європейський соціально-економічний комітет
- Європейський комітет регіонів

У 2020 і в 2021 роках через пандемію COVID-19 та наслідком неможливості проведення фізичних заходів інституції ЄС організували віртуальні актові, щоб віддати належне всім тим європейцям, які співпрацювали у боротьбі з пандемією. Крім того, у 2020 році було відзначено 70-річчя декларації Шумана та 75-річчя закінчення Другої світової війни. Враховуючи цю нагоду, вищезазначені установи ЄС провели кілька онлайнових заходів, щоб відзначити важливість дати.

### Альтернативне святкування
Незважаючи на перевагу 9 травня, деякі європейці, як і раніше, відзначають це свято 5 травня, — підкреслюючи роль Ради Європи в захисті прав людини, парламентської демократії і верховенства закону.

## В Україні

Логотип святкування Дня Європи в Україні 19 травня 2007 року.

Указом Президента України «Про День Європи» від 19 квітня 2003 р., «враховуючи стратегічний курс України на європейську інтеграцію», встановлено щорічно відзначати цей день у третю суботу травня.

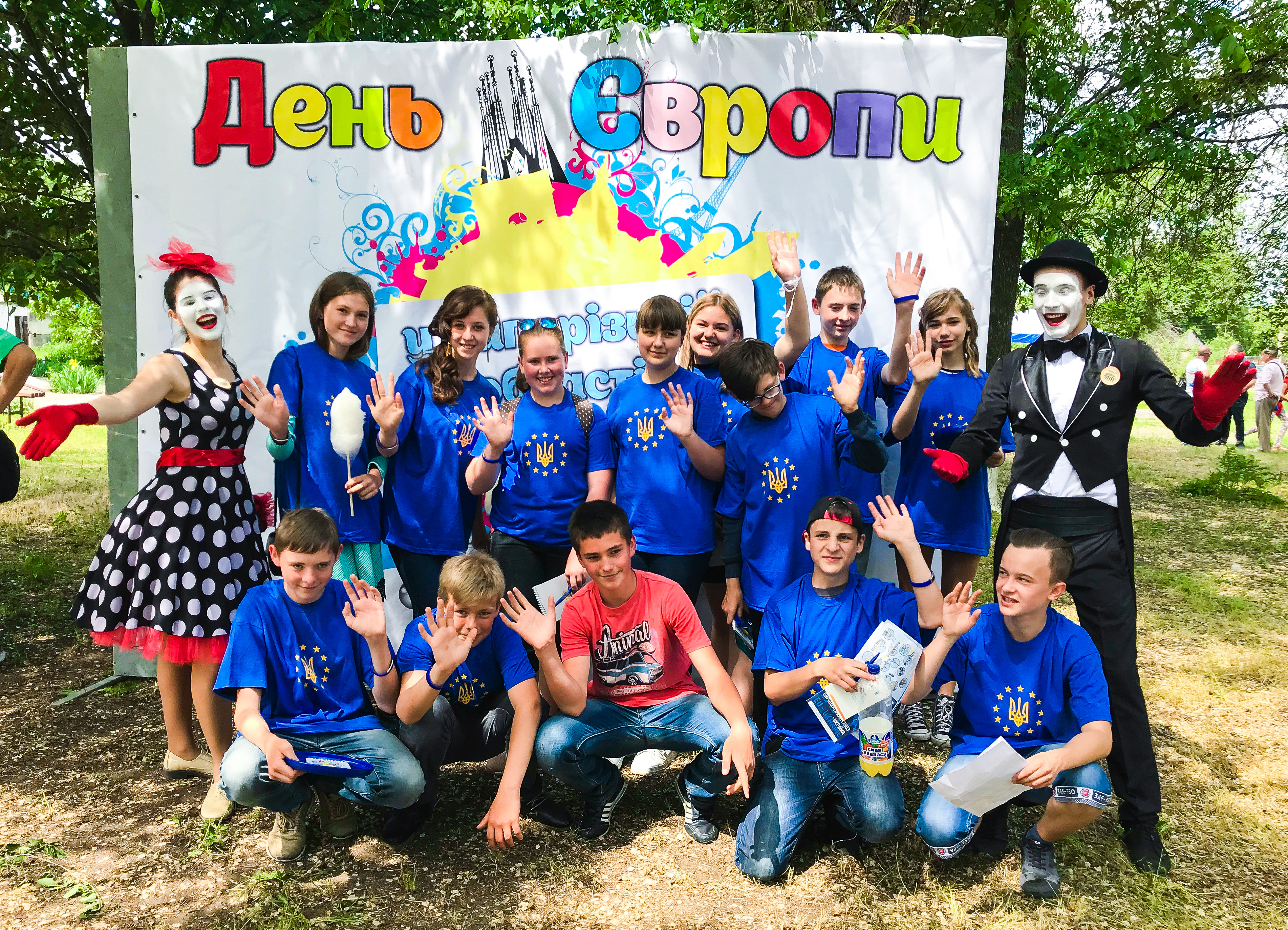
День Європи в Широківській сільській громаді Запорізької області, 19 травня 2018.

12 квітня 2022 року, Світовий конгрес українських молодіжних організацій та іспанська ГО Інститут 9 Травня звернулися до Президента України з пропозицією перенести відзначення Дня Європи в Україні на 9 травня. Ця ініціатива знайшла підтримку Ради з молодіжних питань при Президентові України, до складу якої входить представник СКУМО. У попередні роки, голова Інституту 9 Травня Андрій Якубув піддавав критиці встановлення цього свята в Україні на третю суботу травня, одночасно пропонуючи зберегти за цією датою характер вихідного дня.
18 квітня 2022 року, у Верховній Раді України був зареєстрований проєкт закону, головним ініціатором якого є Володимир В'ятрович, співдоповідачем Микита Потураєв, згідно з яким Президенту України рекомендується внести зміни до відповідного указу для відзначення Дня Європи щороку 9 травня — одночасно з державами Європейського Союзу, переносячи при цьому вихідний Дня перемоги на 8 травня, залишаючи 9 травня звичайним робочим днем.
| Рік                          | Дата святкування в Україні |
| ---------------------------- | -------------------------- |
| 2003                         | 17 травня                  |
| 2004                         | 15 травня                  |
| 2005                         | 21 травня                  |
| 2006                         | 20 травня                  |
| 2007                         | 19 травня                  |
| 2008                         | 17 травня                  |
| 2009                         | 16 травня                  |
| 2010                         | 15 травня                  |
| 2011                         | 21 травня                  |
| 2012                         | 19 травня                  |
| 2013                         | 18 травня                  |
| 2014                         | 17 травня                  |
| 2015                         | 16 травня                  |
| 2016                         | 21 травня                  |
| 2017                         | 20 травня                  |
| 2018                         | 19 травня                  |
| 2019                         | 18 травня                  |
| 2020                         | 16 травня                  |
| 2021                         | 15 травня                  |
| 2022                         | 21 травня                  |
| З 2023 року щорічно 9 травня |                            |

Як зазначала Європейська правда, на початку 2023 року представники ЄС звернулися до Офісу Президента України із запитанням про те, коли планується святкування Дня Європи в Україні. Офіс Президента України відповів, що жодних змін у 2023 році не відбудеться й Україна відзначатиме День Європи 21 травня, окремо від решти держав Європи. 8 травня 2023 року Указом Президента України «Про День Європи» встановлено відзначати День Європи спільно з державами Європейського Союзу — 9 травня. У своєму зверненні з нагоди Дня пам’яті та примирення травня 2023 року президент України Володимир Зеленський зазначив:
|                        | Сьогодні я підписав відповідний указ, і щороку із завтрашнього дня, 9 травня, ми будемо вшановувати нашу історичну єдність — єдність усіх європейців, які знищили нацизм та переможуть рашизм. Це буде День Європи, яка допомагає нам боротися за всіма напрямками: на полі бою зброєю, на дипломатичній передовій — рішучістю, проти ракетного терору та зимового блекауту, в економіці та на юридичному фронті. Це буде День Європи — нашої союзниці. Яка ніколи не називає Україну „вигаданим“ чи „штучним“ утворенням. І яка дає нам свою зброю, щоб ми могли захистити себе та її - нашу Європу. |
| — Володимир Зеленський | |

9 травня 2024 року Національний банк України увів в обіг пам'ятну монету номіналом 5 грн "День Європи".
|                    |  |  |
| монета День Європи |  |  |